# اس‌اس لونوود (۱۹۲۴)
اس‌اس لونوود (۱۹۲۴) (به انگلیسی: SS Levenwood (1924)) یک کشتی است. این کشتی در سال ۱۹۲۴ ساخته شد.